# Iron & Wine
Iron & Wine właśc. Sam Beam – amerykański wokalista, gitarzysta i kompozytor. Muzyka Iron & Wine oscyluje pomiędzy folkiem, alternative country oraz indie rockiem.

## Życiorys
Beam pochodzi z Karoliny Południowej, a mieszka obecnie na Florydzie. Ukończył Florida State University Film School, przez jakiś czas wykładał sztukę filmową na Miami International University of Art & Design. Jego pseudonim pochodzi od suplementu diety o nazwie „Beef, Iron & Wine”, na który natrafił w sklepie podczas kręcenia tam filmu.
Pierwszy album The Creek Drank the Cradle wydał w 2002 w alternatywnej wytwórni Sub Pop. Album został w całości nagrany przez Beama, który wykorzystywał głównie gitary akustyczne i banjo. Nagrania te zostały zauważone przez recenzentów, którzy porównywali je do dokonań Nicka Drake, duetu Simon & Garfunkel czy Neila Younga. Również minialbum The Sea & The Rhythm (2003) był nagrany w domowym studiu i jakością odbiegał od dzisiejszych standardów.
Dopiero płyta Our Endless Numbered Days (kwiecień 2004) została nagrana w profesjonalnym studiu, co zdecydowało o jej lepszej jakości. Tym razem Beam zaprosił dodatkowych muzyków, którzy przyczynili się do bardziej zróżnicowanego brzmienia. Ta płyta została zauważona przez szersze kręgi recenzentów, również w Polsce.
Rozbudowanie brzmienia miało miejsce na minialbumie Woman King z lutego 2005, gdzie po raz pierwszy pojawiała się gitara elektryczna. To wydawnictwo miało charakter koncepcyjny: każda piosenka poświęcona była jednej postaci kobiecej. We wrześniu 2005 ukazała się EP-ka In the Reins, owoc współpracy z arizońskim zespołem Calexico; przyniosła ona kolejne instrumenty niespotykane wcześniej, np. sekcję dętą. 
Nagrania Iron & Wine wykorzystywane są też w filmach. W 2004 cover utworu „Such Great Heights” zespołu The Postal Service trafił do ścieżki dźwiękowej filmu Powrót do Garden State, w tym samym roku piosenka „The Trapeze Swinger” pojawiła się w filmie W doborowym towarzystwie, w 2008 roku piosenka „Passing Afternoon” zakończyła ostatni odcinek 4 sezonu serialu  House M.D., również piosenka „Flightless Bird, American Mouth” znalazła się w soundtracku Zmierzch. Ich utwór pod tytułem „Freedom Hangs Like Heaven” ukazał się w 10 odcinku 3 sezonu brytyjskiego serialu młodzieżowemu „Skins"
Beam wydał całość swojej muzyki, a także utwory niepublikowane w serwisie iTunes. Były to m.in. wyżej wymienione piosenki filmowe nagrane dla Radio Vienna. Często występuje razem z siostrą, Sarah Beam, która odpowiada również za chórki na jego płytach studyjnych. 
We wrześniu 2007 ukazała się kolejna płyta Iron & Wine zatytułowana „The Shepherd's Dog”.

## Dyskografia

### Albumy i minialbumy
- The Creek Drank the Cradle (2002)
- The Sea & The Rhythm (EP) (2003)
- Our Endless Numbered Days (2004)
- Woman King (EP) (2005)
- Iron & Wine Live Bonnaroo (koncert) (2005)
- In the Reins (EP nagrana z Calexico) (2005)
- The Shepherd's Dog (2007)
- Around The Well (2CD, kompilacja nagrań archiwalnych) (2009)

### Wydawnictwa okolicznościowe, limitowane i single
- March 2002 Sub Pop Singles Club CD (singel) (2002)
- Call Your Boys b/w Dearest Forsaken (EP) (2002)
- Iron & Wine Tour EP (2002)
- Passing Afternoon (singel) (2004)
- Iron & Wine iTunes Exclusive EP (2004)
- The Trapeze Swinger (singel - tylko w iTunes) (2005)
- Such Great Heights EP (2006)

### Nagrania gościnne
- Garden State Soundtrack (jeden utwór na płycie z muzyką do filmu Powrót do Garden State) (2004)
- In Good Company Soundtrack (dwa utwory na płycie z muzyką do filmu W doborowym towarzystwie) (2004)
- Twilight Soundrack (jeden utwór na płycie z muzyką do filmu Twilight) (2008)